# Eurocopa de fútbol sala de 2012
El Campeonato Europeo de Fútbol Sala de la UEFA de 2012 tuvo lugar entre el 31 de enero y el 11 de febrero en Croacia. Fue la octava edición de este campeonato europeo.
España consiguió su sexta corona continental, cuarta consecutiva, tras vencer en la final a Rusia por 1-3 en la prórroga tras haber acabado 1-1 los 40 minutos.

## Equipos participantes
43 equipos de las 53 federaciones miembros de la UEFA se inscribieron para participar en el torneo. De ellos, 12 se clasificaron para participar en la Fase Final. Las clasificatorias para la Eurocopa se realizaron entre el 20 de enero y el 27 de febrero de 2011. 
La selección de España que defendía el título también tuvo que tomar parte en el proceso de clasificación. La selección de Croacia como representante del país anfitrión quedó clasificada directamente para la fase final.
Finalmente, los países participantes fueron:
| Azerbaiyán      | Croacia | Eslovenia | España | Italia  | Portugal |
| República Checa | Rumania | Rusia     | Serbia | Turquía | Ucrania  |
| --------------- | ------- | --------- | ------ | ------- | -------- |

### Ronda Preliminar
Inicialmente de los 43 equipos inscritos se seleccionó aquellos 24 de menor nivel (según el criterio UEFA) para disputar una ronda preliminar con 6 grupos de 4 equipos en donde saldrían 6 equipos, los ganadores de grupo, que junto con los 18 restantes competirían en la ronda de clasificación. La ronda preliminar se disputó entre el 20 y el 24 de enero de 2011.

### Ronda de Clasificación
En la Ronda de Clasificación los 24 equipos se distribuyeron en 6 grupos de 4 equipos y de ellos los vencedores de cada grupo y los cinco mejores clasificados pasaron a jugar la Fase Final. La ronda de clasificación se disputó entre el 24 y el 27 de febrero de 2011.

## Organización

### Sedes
El torneo se disputó en las ciudades de Zagreb y Split, en los pabellones del Zagreb Arena (Zagreb), con capacidad para 15.024 espectadores, y Spaladium Arena (Split), con capacidad para 10.931 espectadores.
| Pabellón  | Arena Zagreb | Spaladium Arena |
| --------- | ------------ | --------------- |
| Imagen    |              | Spaladium Arena |
| Ciudad    | Zagreb       | Split           |
| Capacidad | 15,024       | 10,931          |

## Árbitros
| País            | Árbitro                      |
| --------------- | ---------------------------- |
| Austria         | Gerald Bauernfeind           |
| Bélgica         | Pascal Lemal                 |
| Croacia         | Danijel Janosevic            |
| Chipre          | Petros Panayides             |
| República Checa | Karel Henych                 |
| Inglaterra      | Marc Birkett                 |
| España          | Fernando Gutiérrez Lumbreras |
| Finlandia       | Timo Onatsu                  |

| País      | Árbitro                       |
| --------- | ----------------------------- |
| Alemania  | Stephan Kammerer              |
| Hungría   | Gabor Kovacs                  |
| Italia    | Francesco Massini             |
| Polonia   | Sebastian Stawicki            |
| Portugal  | Eduardo Jose Fernandes Coelho |
| Rumania   | Bogdan Sorescu                |
| Rusia     | Ivan Shabanov                 |
| Eslovenia | Borut Sivic                   |